# Seznam slovenskih poslancev
Seznam slovenskih poslancev je krovni seznam, ki zajema različne slovenske poslance.

## Seznami
- seznam poslancev Narodne skupščine Kraljevine SHS, izvoljenih v Ljubljanski in Mariborski oblasti
- seznam poslancev Narodne skupščine Kraljevine Jugoslavije, izvoljenih v Dravski banovini
- seznam poslancev Ljudske skupščine Slovenije
- seznam poslancev Državnega zbora Republike Slovenije
- seznam poslancev Zvezne skupščine SFRJ iz Slovenije
- seznam evroposlancev iz Slovenije